# スペシャルオリンピックス

スペシャルオリンピックスのロゴ

スペシャルオリンピックス（英語: Special Olympics、略称：SO）とは、知的発達障害のある人の自立や社会参加を目的として、日常的なスポーツプログラムや、成果の発表の場としての競技会を提供する国際的なスポーツ組織。

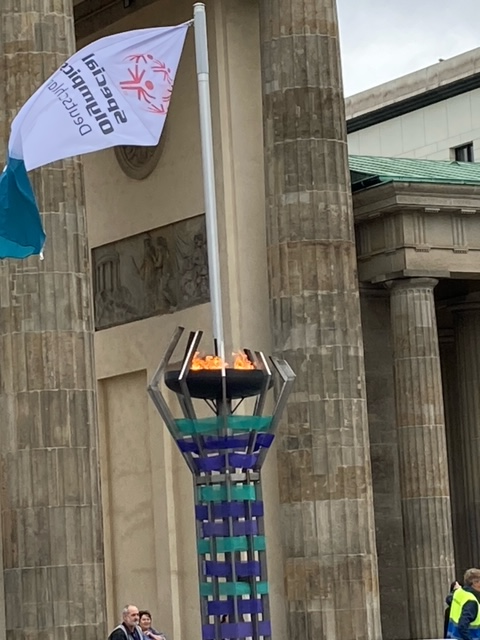
ブランデンブルク門に置かれた2022年スペシャルオリンピックス・ドイツ夏季大会の希望の炎

## 歴史
1962年6月に、ジョン・F・ケネディの妹のユーニス・ケネディ・シュライバーが自宅の庭を開放して35人の知的発達障害のある人たちを招いてデイキャンプを行ったのが始まりである。
これは別の妹であるローズマリー・ケネディに対して父のジョセフ・P・ケネディが前頭葉白質切截術（ロボトミー手術）を受けさせ失敗し、その事をケネディ一家が隠したためマスメディアに暴かれバッシングを受けそれをかわすために行われた。
その後、ジョセフ・P・ケネディ・ジュニア財団（ジョセフ・P・ケネディが息子ジョセフ・P・ケネディ・ジュニアを追悼するために立ち上げた財団）によって全米に活動が広げられ、カナダ・トロント出身のカナダ人フランク・ヘイドンらが関わり、1968年7月20日に第1回の夏季国際大会がアメリカのイリノイ州シカゴのソルジャー競技場で開催された。
1968年12月にはSpecial Olympics, Inc.が設立される。1988年に、国際オリンピック委員会（IOC）とオリンピックの名称使用について認める議定書を交わす。現在、ユーニスの子息、ティモシー・ペリー・シュライバーが会長を務める。
日本語表記でもオリンピックスと英語表記同様に複数形となっている。なお、本家のオリンピックも英語表記はOlympicsもしくはOlympic gamesと複数形が正式名称である。
一部で、スペシャルオリンピックスの日本語表記が複数形であることに(本家オリンピックとは異なる)特別な意味を含ませていると説明している向きがあるが、単に日本語表記化した時の表記揺れに過ぎない。

## 活動状況
現在、スペシャルオリンピックスの競技は夏冬合わせて26種類あり、約170万人の知的発達障害のある人と50万人のボランティアが150を超える国と地域で、この活動に参加している。2003年にアイルランドの首都・ダブリンで行われた2003年スペシャルオリンピックス夏季世界大会は、その年行われたスポーツイベントの中で、もっとも盛大なものとなった。
また、スペシャルオリンピックスにはディビジョニングと呼ばれる特殊なルールがあり、これによってアスリートは性別や競技能力によって、競技技能が同程度になるよう組み分けされる。また、スペシャルオリンピックスでは他の人に勝つ事を目標としておらず、アスリートが自己の最善を尽くす事を目的としている。これはアスリート宣誓の「Let me win. But if I cannot win, let me be brave in the attempt.」という言葉にも込められている。

## 日本の歴史
日本では、1980年4月に聖ミカエル学院の山本貞彰により、神奈川県鎌倉市にジャパンスペシャルオリンピック委員会（JSOC）が設立され、同年5月にスペシャルオリンピックスの本部から42番目の組織として認可された。
1983年には第6回夏季国際大会（米国ルイジアナ州バトンルージュ）に初めて日本として選手団を送った。その後JSOCは1992年に解散した。
現在のスペシャルオリンピックス日本のはじまりは、JSOC解散後の1993年、熊本県の有志により、細川佳代子を理事長とするスペシャルオリンピックス・熊本が新たに設立され、その後1994年、スペシャルオリンピックス日本（SON）が国内本部として、SO国際本部の認証を受けて発足した。
SONは2001年に特定非営利活動法人（NPO法人）の認証を受け、2006年には認定特定非営利活動法人として認定を受けた。2012年4月1日より、公益財団法人スペシャルオリンピックス日本として活動している（現在の理事長は有森裕子）。
厚生労働省社会・援護局障害福祉部企画課自立支援振興室によると、2014年3月までは厚生労働省が所管官庁だったが、同年4月から文部科学省へ移管された。

## 宣誓
スペシャルオリンピックスでは、世界大会などにおいてアスリートの代表がアスリート宣誓を行う。
これは1968年にアメリカで第1回の国際大会が行われた際に、創設者のユーニスが、古代ローマで剣闘士が闘技場に入る時に口にしたというLet me win. But if I cannot win, let me be brave in the attempt.（わたくしたちは、精一杯力を出して勝利をめざします。たとえ勝てなくても、がんばる勇気を与えてください）という言葉を用いたのが始まり。

## 特徴

### スポーツトレーニングプログラムと競技会
スペシャルオリンピックスでは、日常のスポーツトレーニングプログラムを大切にしている。週に1回以上で8週間の期間（ターム）を区切りとして練習会を実施し、その後に練習の成果の発表の場である競技会を開催し、アスリートの努力と勇気をたたえる。スポーツトレーニングプログラムと競技会はどちらも大切な活動であり、これらの活動はアスリートの成長にとって大変重要な役割をはたしている。

### ディビジョニング
ディビジョニングはスペシャルオリンピックスの競技会で行われる組み分けである。これは性別・年齢・競技能力といったものを基準に組み分けを行い、最終的に競技能力が同程度の競技者同士が競い合うためのスペシャルオリンピックス独自のルールである。スペシャルオリンピックスの競技会では通常、予選での成績に応じて、個人競技では3名から8名のディビジョンに組み分けをし、各ディビジョン毎に決勝を行う。その為スペシャルオリンピックスでは、棄権ないし失格にならない限り、予選に参加した競技者全員が決勝に進むこととなる。つまりスペシャルオリンピックスの予選は、トップレベルのアスリートを選抜するものではない。

### 全員表彰
各ディビジョン毎に1位〜8位があり、全員が表彰台に上がって1位〜3位には金銀銅メダル、4位以下にはリボンが贈られる。また、失格となった競技者も参加賞のリボンが贈られる。これは、競技会は日常のスポーツトレーニングプログラムの成果の発表の場であり、「参加することに意義がある」というオリンピック精神に基づき、成績の如何に関わらず、すべての競技者が賞賛され、表彰されるという特徴がある。また、スペシャルオリンピックスの表彰式は、最下位の順位から表彰され、最後まで拍手がなりやまないように工夫されているのも特徴である。

### マキシマムエフォート（旧オネスト・エフォート）
直訳すると「正直・努力」である。これは競技者が常に全力で競技を行うことを目的に考えられたルールである。スペシャルオリンピックスでは、競技者が最後まで競いあうことができるようにディビジョニングというルールで組み分けを行うが、予選でわざと悪い成績を出し、競技能力の低い組で決勝に進むと、容易に1位になることができてしまう。そこで、スペシャルオリンピックスでは、予選と決勝で15%以上の差がある場合は失格になるマキシマム・エフォート等のルールが存在する。

### ユニファイド
チームスポーツで、知的発達障害のあるアスリートと同等の競技能力のある健常者が混成チームを作り、混成チーム同士でゲームを行う競技形式のことをスペシャルオリンピックスでは、ユニファイドと呼んでいる。

## 組織
- スペシャルオリンピックス国際本部
  - スペシャルオリンピックス・アジアパシフィック（22カ国加盟）
    - スペシャルオリンピックス日本（国内本部組織）
      - スペシャルオリンピックス日本地域組織（都道府県単位）

  - 世界大会毎の世界大会実行委員会

スペシャルオリンピックス国際本部の本部はワシントンD.C.にあり、その傘下にスペシャルオリンピックス・北アメリカ、ラテンアメリカ、ヨーロッパ／ユーラシア、アフリカ、中東／北アフリカ、アジアパシフィック、東アジアの7つの地域にわかれ、スペシャルオリンピックス日本等、世界175カ国・地域に公式プログラムと呼ばれる組織が存在する。それぞれの公式プログラムは通常、国ごとに存在しているが、アメリカは組織発足時の名残で州毎に公式プログラムがある。この為、世界大会に参加する場合、アメリカの各公式プログラムはTeam USAとして参加するが通例となっている。また台湾もChinese Taipeiで、Special Olympics Chinaとは別組織であるといったように、それぞれの地理的・政治的要因によって公式プログラムが存在するため、参加国数が150なのに対し、公式プログラムの数は200を超える。
また世界大会が開催される際には、現地でその大会の実行委員会が発足される。それぞれの実行委員会はスペシャルオリンピックス国際本部の直属であり、その国の公式プログラムとは相互協力体制となる。ただし、日本で行われた2005年スペシャルオリンピックス冬季世界大会・長野の場合、大会実行委員会の資金調達が困難となり、国、長野県、長野市等の公的資金の注入等が行われた後、大会実行委員会は資金調達に徹し、契約を結んだ長野県の現地法人である特定非営利活動法人2005年スペシャルオリンピックス冬季世界大会・長野が実務を行うという特殊な状況が生じた。
なお、スペシャルオリンピックス日本始め、多くの公式プログラムには地区組織と呼ばれる、地域密着型の組織がある。日本の場合、いくつかの地区組織はNPOとなる等、独立した組織運営体制が取られており、それぞれの組織はスペシャルオリンピックス日本からの認定を受けている。2008年4月1日現在、33の都道府県に地区組織が、13の県に設立準備委員会が組織されているが、秋田県は組織が未設立となっている。
スペシャルオリンピックス日本は世界大会開催時に全日本知的障がい者スポーツ協会、日本障がい者スポーツ協会傘下の団体の助力協力が得られている。しかし逆にこれら団体の活動に対してスペシャルオリンピックス日本は非協力的だとする声がある。そしてスペシャルオリンピックスの活動で、ある程度の習得や成長の見られたアスリートの中にはSOのルールでは物足りなくなって、障害者スポーツ国内最高の舞台と位置づけられる各種ジャパンパラ競技大会などに挑戦しはじめている。

## 競技一覧

### 夏季公式競技
※全21公式競技
- 水泳競技
- 陸上競技
- 体操競技
- バドミントン
- バスケットボール
- ボッチャ
- ボウリング
- 自転車競技
- 馬術
- サッカー
- ゴルフ

- 柔道
- 新体操
- パワーリフティング
- ローラースケート
- セーリング
- ソフトボール
- 卓球
- ハンドボール
- テニス
- バレーボール

### 冬季公式競技
※全7公式競技
- アルペンスキー
- クロスカントリースキー
- フィギュアスケート
- フロアホッケー
- スノーボード
- スノーシューイング
- ショートトラックスピードスケート

### 冬季準公式競技
- フロアボール
- スペシャルホッケー（英語版） - 障害があっても出来るようアレンジされたアイスホッケー

## 競技以外
スペシャルオリンピックスの大きな特徴として、競技以外の取り組みが多くあることが挙げられる。
アスリートリーダーシッププログラム（ALPs）
アスリート自身がスペシャルオリンピックスの提供する活動で活躍するためのプログラム。とくにスペシャルオリンピックスにはアスリート委員会と呼ばれる委員会が定期的に行われており、アスリート自身がイベントを企画・運営する機会が設けられている。
ヘルシーアスリートプログラム（HAP）
アスリートの健康維持や改善のために大会毎に行われるプログラム。スペシャルオリンピックスが公式プログラムを提供している国の一部は、先進国ほど医療技術が発達しておらず、知的発達障害のある人を診断できる医師がいない場合が多い。その為、世界大会等でアスリートが集まった際に、競技会場の近くに専門医が集まり眼、歯、耳の診断を行うと共に、必要であればメガネ、サングラス、マウスピース等の作成を行う。1970年の第2回国際大会にて地元の医療関係者の協力を得て「ヘルス・クリニック」として行われたのがはじまりである。
- オープニング・アイズ-目の健康チェック、視力矯正
- スペシャルスマイル-歯の健康チェックと指導
- ヘルシー・ヒアリング-聴力検査
- ファン・フィットネス-体力増進
- フィット・フィート-足学
- ヘルス・プロモーション-健康促進

SOに参加しよう（SO Get into it）
スペシャルオリンピックスの提供する教育カリキュラム。小学校、中学校、高等学校を対象に、スペシャルオリンピックスとアスリートの学習を通じ、障害理解を促進するもの。

## 世界大会開催地一覧
スペシャルオリンピックス日本ホームページより

### 夏季大会

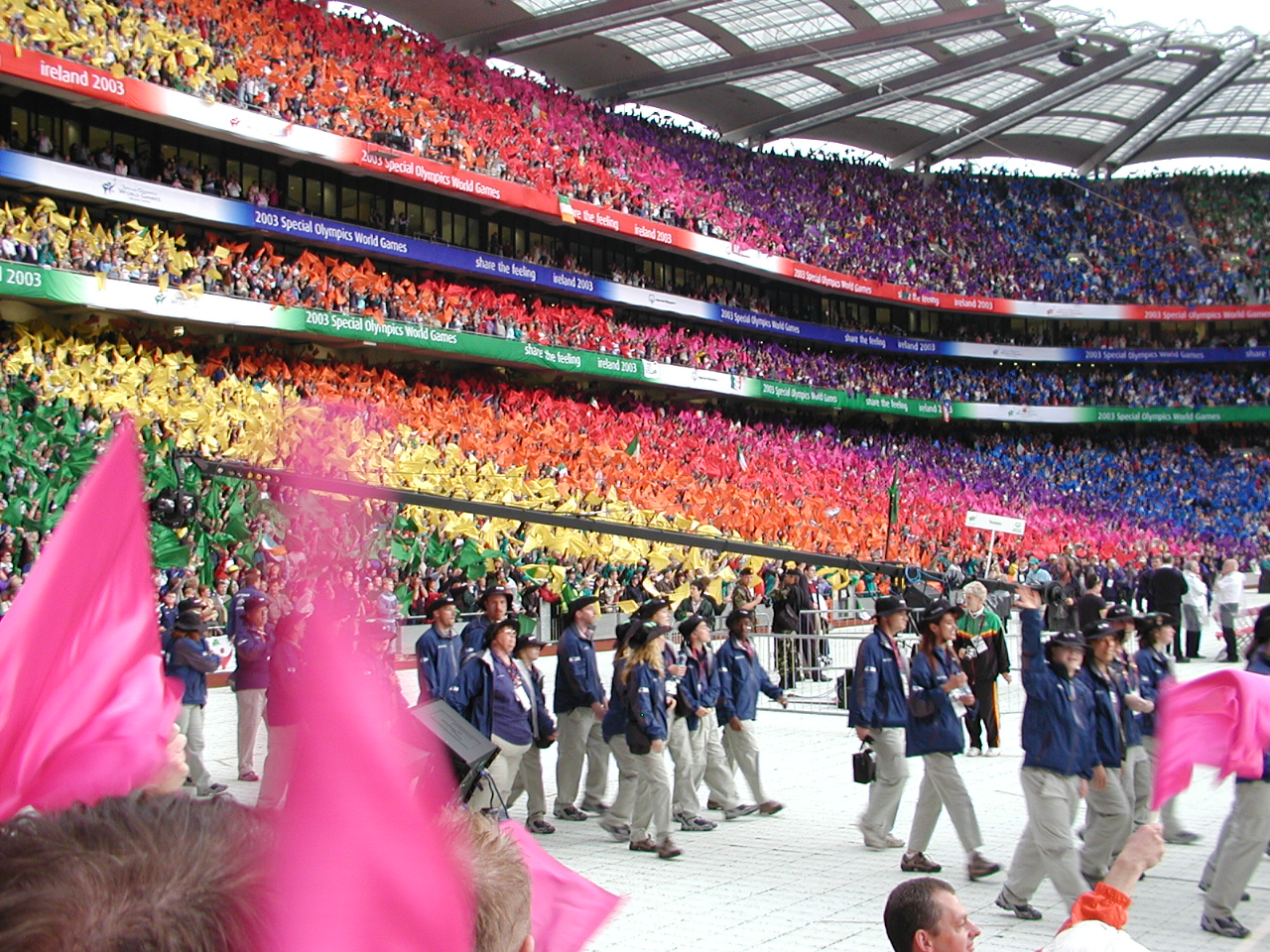
第11回夏季大会開会式（2003年、ダブリン）

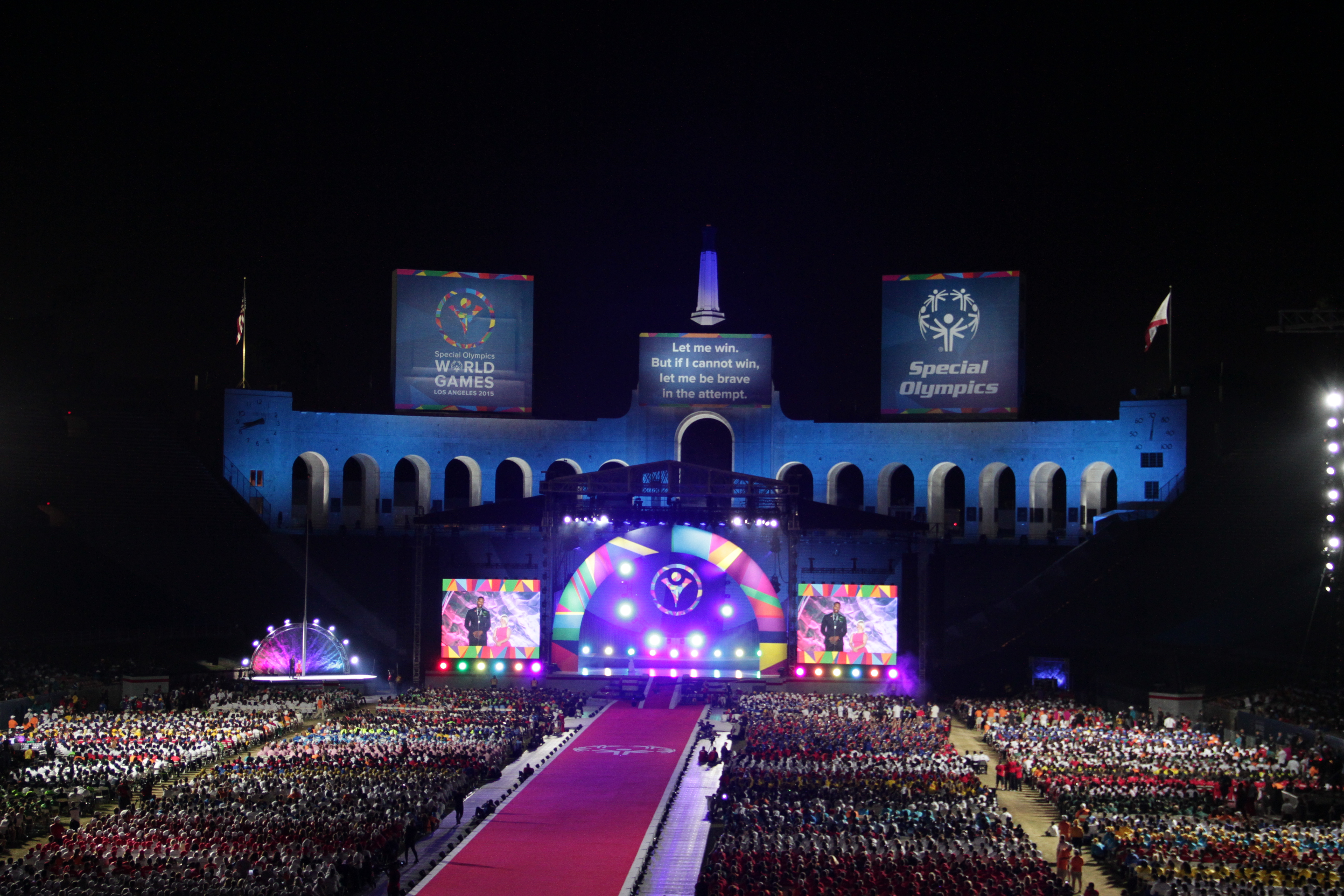
2015年スペシャルオリンピックス世界夏季世界大会・ロサンゼルスの開会式

| 回     | 開催年 | 開催都市           | 開催国           | 参加国          | 競技数     |
| ------ | ------ | ------------------ | ---------------- | --------------- | ---------- |
| 第1回  | 1968年 | シカゴ             | アメリカ         |                 |            |
| 第2回  | 1970年 | シカゴ             | アメリカ         |                 |            |
| 第3回  | 1972年 | ロサンゼルス       | アメリカ         |                 |            |
| 第4回  | 1975年 | ミシガン州         | アメリカ         |                 |            |
| 第5回  | 1979年 | ニューヨーク州     | アメリカ         |                 |            |
| 第6回  | 1983年 | ルイジアナ州       | アメリカ         |                 |            |
| 第7回  | 1987年 | インディアナ州     | アメリカ         |                 |            |
| 第8回  | 1991年 | ミネソタ州         | アメリカ         |                 |            |
| 第9回  | 1995年 | コネチカット州     | アメリカ         | 143カ国         |            |
| 第10回 | 1999年 | ノースカロライナ州 | アメリカ         | 150カ国         |            |
| 第11回 | 2003年 | ダブリン           | アイルランド     | 約160カ国・地域 |            |
| 第12回 | 2007年 | 上海               | 中国             | 164カ国・地域   |            |
| 第13回 | 2011年 | アテネ             | ギリシャ         | 170カ国・地域   | 22公式競技 |
| 第14回 | 2015年 | ロサンゼルス       | アメリカ         |                 |            |
| 第15回 | 2019年 | アブダビ           | アラブ首長国連邦 |                 |            |
| 第16回 | 2023年 | ベルリン           | ドイツ           |                 |            |

### 冬季大会
| 回     | 開催年 | 開催都市                   | 開催国       | 参加国         | 競技数    |
| ------ | ------ | -------------------------- | ------------ | -------------- | --------- |
| 第1回  | 1977年 | コロラド州                 | アメリカ     |                |           |
| 第2回  | 1981年 | バーモント州               | アメリカ     |                |           |
| 第3回  | 1985年 | ユタ州                     | アメリカ     |                |           |
| 第4回  | 1989年 | ネバダ州、カリフォルニア州 | アメリカ     |                |           |
| 第5回  | 1993年 | ザルツブルク               | オーストリア |                |           |
| 第6回  | 1997年 | トロント                   | アメリカ     | 70カ国         |           |
| 第7回  | 2001年 | アラスカ州                 | アメリカ     | 約70カ国       |           |
| 第8回  | 2005年 | 長野                       | 日本         | 約84カ国・地域 | 7公式競技 |
| 第9回  | 2009年 | アイダホ州                 | アメリカ     | 95カ国・地域   | 7公式競技 |
| 第10回 | 2013年 | 平昌（ピョンチャン）       | 韓国         |                | 7公式競技 |
| 第11回 | 2017年 | シュラートミンク           | オーストリア |                |           |
| 第12回 | 2021年 | クラクフ、ウッチ           | ポーランド   |                |           |
| 第13回 | 2025年 | トリノ                     | イタリア     |                |           |
| 第14回 | 2029年 | クール                     | スイス       |                |           |

## 記録映画
スペシャルオリンピックスの全体についての公式記録映画ではないが、アメリカ、ノースカロライナで行われた1999年スペシャルオリンピックス夏季世界大会に参加した日本のアスリートをドキュメンタリでTV番組として紹介した作品が、反響を呼び、監督の小栗謙一が、それを映画化した作品『able エイブル』（エイブル、2001年作品・日本・アメリカ合作）がある。
これが好意的に受け止められたため、2003年スペシャルオリンピックス夏季世界大会では、現地の障害者とその家族に焦点を当てて映画が製作された。『ホストタウン/エイブル2 Host Town/able2』（2003年作品・日本・アイルランド合作）。ナレーションを担当しているマラキ・マコートは、『アンジェラの灰』の著者フランク・マコートの弟である。
2005年に長野で開催された2005年スペシャルオリンピックス冬季世界大会では、普段アスリートとして参加している知的発達障害者自身が撮影した映像を映画『Believe ビリーブ』と題して製作。渋谷、イメージフォーラムで上映された。